# Blanca (Murcia)
Blanca es un municipio situado en la Región de Murcia, en el Valle de Ricote. Según la división comarcal de 1980 del Consejo Regional de Murcia está en la comarca de la  Vega Alta del Segura. Cuenta con 6.825 habitantes (INE 2024).

## Geografía
Integrado en la comarca de la Vega Alta del Segura, se sitúa a 40 kilómetros de la capital murciana. El municipio está atravesado por la autovía Autovía de Murcia A-30  y la carretera N-301 entre los pK 362 y 365, así como por la autovía  A-33 , que permite la comunicación con Jumilla y Yecla, la carretera nacional  N-344 , que discurre paralela a la anterior, y la carretera autonómica RM-514, que conecta con Abarán.
El relieve del municipio es muy accidentado. Presenta un pequeño valle que limita por el sur con los montes del término de Ricote, que forman un desfiladero de paredes verticales, llamado el Alto del Solvente, por donde el río Segura penetra en el término de Ojós. El norte lo limita la sierra del Solán, que alcanza los 554 metros de altitud, con numerosas ramblas y cárcavas. Al noreste se extiende una meseta ondulada cuya altura no sobrepasa los 300 metros, delimitada por la sierra de La Pila, que supera los 1000 metros de altitud. El pueblo se alza a 147 metros sobre el nivel del mar. El cauce principal de agua es el río Segura, que se represa en el embalse de Ojós. En la margen derecha del río desaguan las ramblas de la Tejera, del Puente, del Zapatero y del Pantano, que tienen su origen en la sierra de Ricote; en su margen izquierda desagua la rambla de San Roque.
| Noroeste: Abarán | Norte: Abarán | Noreste: Fortuna       |
| Oeste: Abarán    |               | Este: Molina de Segura |
| Suroeste Ricote  | Sur: Ojós     | Sureste: Ulea          |

## Historia
El primer vestigio de presencia humana en el municipio se encuentra en el yacimiento de la Loma de La Tendida (sierra de la Pila), con un asentamiento ibero habitado entre los siglos V y II a. C. Este asentamiento se encuadra en un contexto de convivencia con otros poblados íberos de la zona como Bolbax (Cieza) y Cabezo del Tío Pío (Archena), a los que se suma uno romano en Salto de la Novia (Ulea).
En la época musulmana, Blanca fue una alquería con un Hisn o fortaleza en el rico valle de Ricote, donde los árabes desarrollaron una compleja red de riego que dio prosperidad y gran desarrollo a la comarca.
Tras la conquista cristiana; acaecida en esta zona entre el tratado de Alcaraz de 1243 (que instauró un protectorado castellano) y la intervención aragonesa de 1266, el castillo y la población (entonces llamada Negra) pasaron a pertenecer a la Orden de Santiago, concretamente en 1285. Si bien, durante la invasión del Reino de Murcia por el rey Jaime II de Aragón (1296-1304), Negra fue otorgada al noble Bernardo de Sarriá. Tras el breve dominio aragonés, el castillo regresó a la orden militar santiaguista.
El cambio de nombre de Negra a Blanca probablemente se efectuara entre los años 1353 y 1362 por la influencia de doña Blanca de Borbón, reina de Castilla, abandonada por el rey Pedro I y defendida por don Fadrique, maestre de la Orden de Santiago, y Sancho Sánchez de Moscoso, comendador de Ricote. Años después, en 1382, aparece el nombre de Blanca por primera vez en un documento, en que Martín Alonso de Valdivieso, adelantado mayor de Murcia, pedía al concejo de Murcia que dejara libre a un moro de Blanca, que fue prendido a requerimiento de un judío de Elche.
El 10 de septiembre de 1591, Blanca dejó de ser aldea para constituirse en villa, gracias a una Cédula Real otorgada por el rey Felipe II.
A primeros del siglo XVII se planteó la expulsión de la población morisca, mayoritaria en todo el valle de Ricote, a pesar de su conversión producida en el siglo XVI. La expulsión de los moriscos murcianos llegó definitivamente en 1613, tras el intento de la nobleza murciana de evitarlo influyendo en la lejana Corte. Miguel de Cervantes escribió sobre los moriscos del valle mediante la figura del morisco Ricote.
Después de liberarse del control de la Orden de Santiago en 1851, el hecho de mayor trascendencia en Blanca será cuando, en 1873, se forme una junta revolucionaria que se adhiera a la rebelión cantonal y al Cantón Murciano.

## Ayuntamiento
En 2015, fue elegido alcalde Pedro Luis Molina (PSOE) gracias al apoyo de Blanca Puede y Ciudadanos, pero en 2017, tras una moción de censura presentada por Blanca Puede en conjunto con el Partido Popular (PP), estos últimos vuelven a la alcaldía, habiendo por primera vez una alcaldesa en Blanca, la Sra. Esther Hortelano Ortega.
| Partido                   | 2023    | 2023       | 2019    | 2019       |
| Partido                   | % Votos | Concejales | % Votos | Concejales |
| Partido Popular (PP)      | 43,39%  | 6          | 29,6%   | 4          |
| Partido Socialista (PSOE) | 32,4%   | 4          | 30,56%  | 5          |
| Somos Blanca              | 14,68%  | 2          |         |            |
| Somos Región              |         |            | 15,14%  | 2          |
| Blanca Lo Primero         | 9,12%   | 1          | 13,32%  | 2          |
| Ciudadanos (C's)          |         |            | 2,53%   | 0          |

Fuente: El País

## Geografía humana

### Demografía
Cuenta con una población de 6825 habitantes (INE 2024).

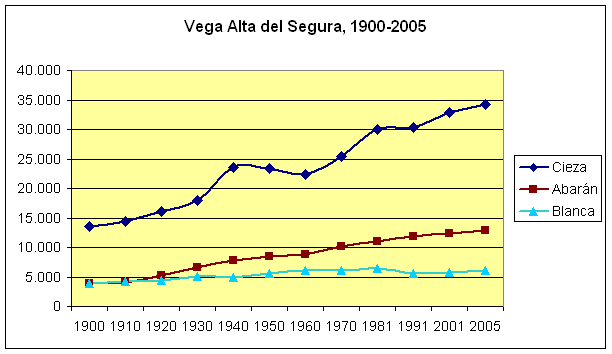
Evolución demográfica de Blanca (azul claro) en comparación con los otros municipios de la comarca, 1900-2005.

| Gráfica de evolución demográfica de Blanca entre 1842 y 2021                                                          |
| |
| Población de derecho según los censos de población del INE. Población de hecho según los censos de población del INE. |

### Población por núcleos
Desglose de población según el Centro Regional de Estadística de Murcia.
| Núcleos            | Habitantes (2022) |
| ------------------ | ----------------- |
| Blanca (Municipio) | 6.681             |
| Alto Palomo        | 448               |
| Bayna              | 107               |
| Blanca             | 3.734             |
| Carretera Estación | 809               |
| Estación Férrea    | 1.323             |
| Huerta de Arriba   | 50                |
| Runes              | 170               |
| Tollos             | 40                |

### Economía
- Polígono industrial San Roque
- Polígono industrial Ángel Prieto Oliva

#### Evolución de la deuda viva
El concepto de deuda viva contempla sólo las deudas con cajas y bancos relativas a créditos financieros, valores de renta fija y préstamos o créditos transferidos a terceros, excluyéndose, por tanto, la deuda comercial.
| Gráfica de evolución de la deuda viva del ayuntamiento entre 2008 y 2014                             |
| |
| Deuda viva del ayuntamiento en miles de Euros según datos del Ministerio de Hacienda y Ad. Públicas. |

La deuda viva municipal por habitante en 2014 ascendía a 633,35 €.

## Patrimonio

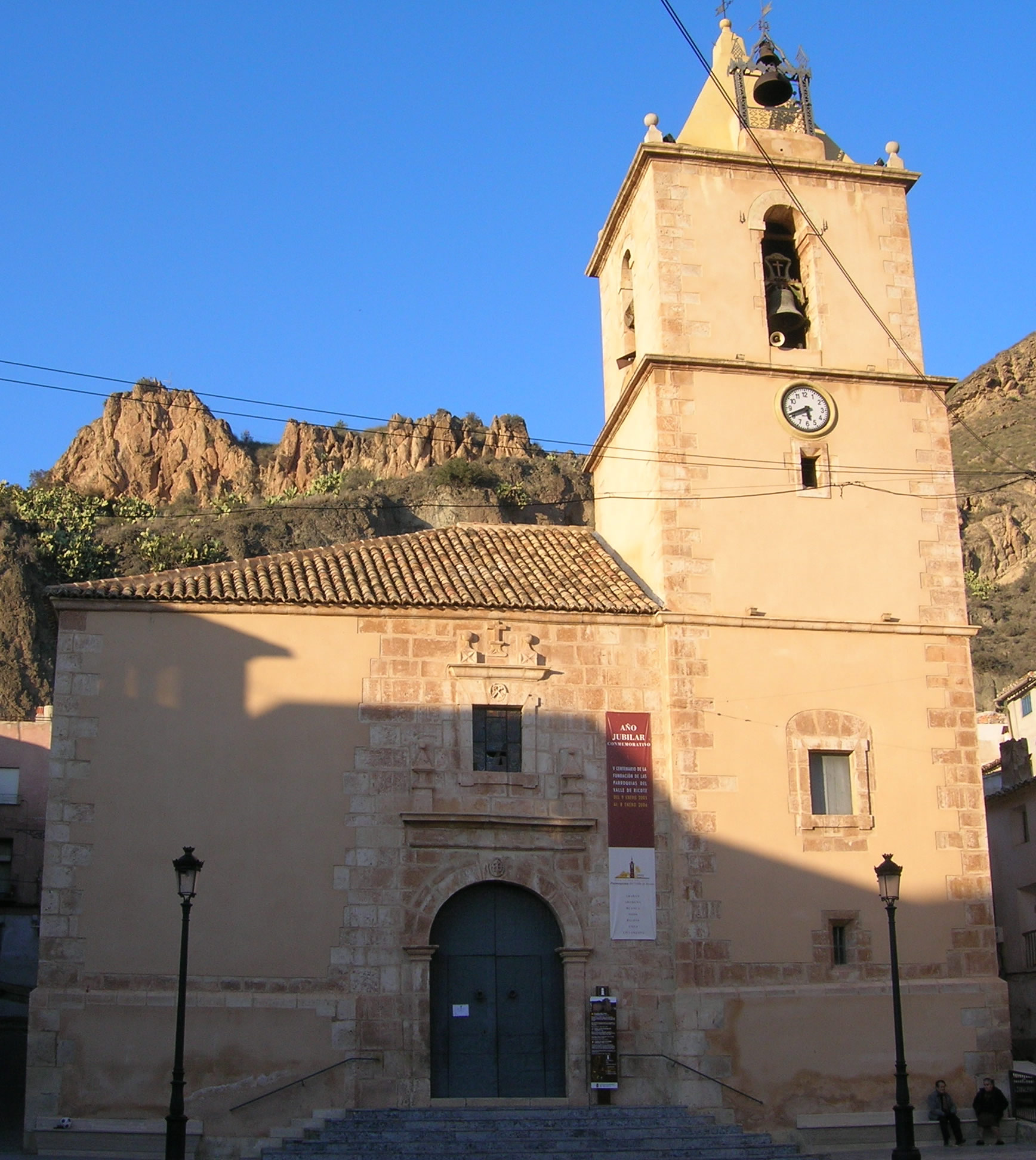
Iglesia de San Juan Evangelista,.

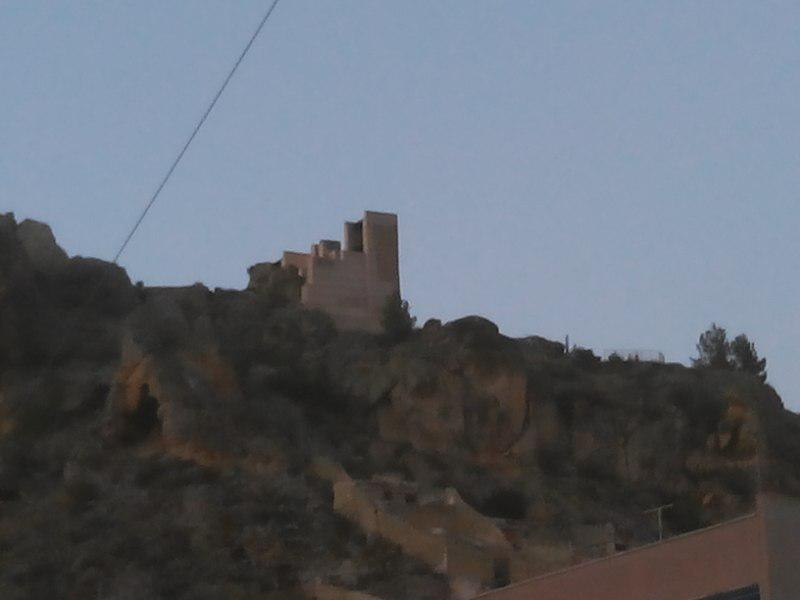
Vista lateral del Castillo de Blanca,.

- Iglesia de San Juan Evangelista, (s. XVI).
- Castillo árabe (s. XI).
- Mirador del Alto Bayna.
- Peña Negra (roca de origen volcánico sobre la que se asienta la ciudad).
- Museo y Centro de Arte de Blanca (MUCAB).
- Fundación Pedro Cano (edificio MUCAB).
- Centro Juvenil IDOL.
- Club de piragüismo.
- Museo y Centro de Interpretación de la Luz y el Agua.
- Teatro Victoria.
- Ermita de San Roque (s. XVII).
- Casa "La Favorita" (s. XIX).
- Noria "Miguelico Nuñez" (s. XVII, restaurada en 2002).

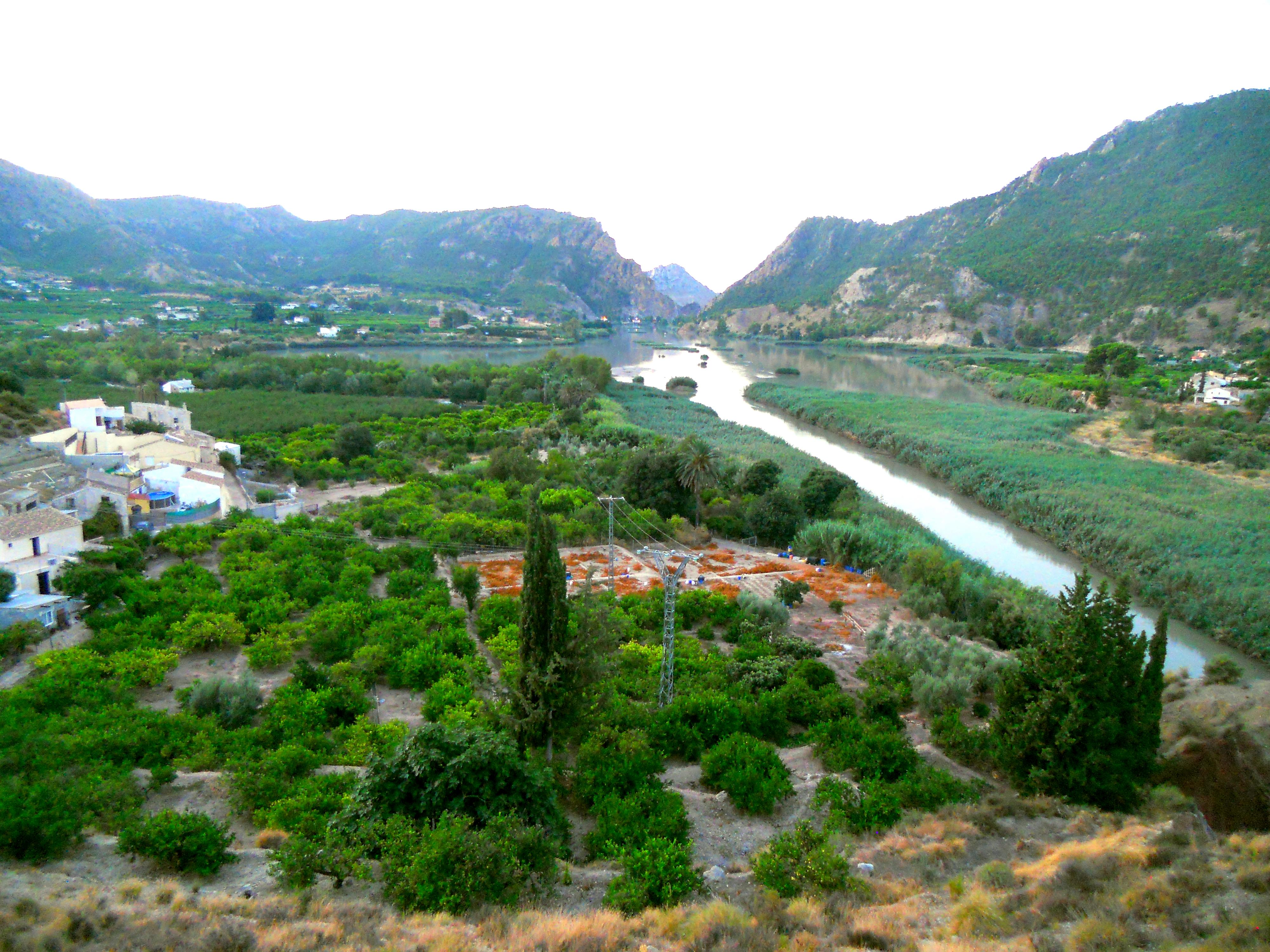
Río Segura y Azud de Ojós

- Embalse "El Azud".
- Virgen Blanca.
- Playa fluvial El Arenal.
- Mirador "La Navela".
- Parque de las cuevas.

## Servicios

### Sanidad
El municipio dispone del centro de salud Blanca perteneciente al área de salud IX (Vega Alta del Segura). Dispone de medicina de familia, pediatría, enfermería, recogida de muestras y matrona. Tiene horario de mañana de 08:00 a 15:00.

### Educación
Como centros educativos se encuentran colegio público Antonio Molina Ramos, colegio público Virgen del Pilar, colegio concertado La Milagrosa y el instituto educación secundaria Valle del Segura.
Dispone de una biblioteca pública municipal. Cuenta con salón de actos, punto de información juvenil, sala infantil-juvenil, 72 puestos de lectura, así como varios servicios, talleres de lectura, sala de ordenadores y audiovisuales. Se encuentra también la Sala de Cronistas Oficiales de la Región de Murcia.  

### Deporte
Dispone de un polideportivo municipal gestionado por la concejalía.

### Transporte

#### Por carretera
Las principales vías de comunicación, cercanas a Blanca, son la autovía A-30 (Albacete-Murcia) y la autovía A-33 (hacia Fuente la Higuera).
Desde Murcia, se accede a través de la A-30, salida 111 Blanca-estación ffcc. Desde Madrid, a través de la salida 110 de la A-30, o de la N-301. Desde Valencia, a través de la intersección de la A-33 con la A-30, o a través de la N-344.

#### Tren
Hacia el este del término discurre la línea férrea Chinchilla-Cartagena, que disponía de una estación (hoy en desuso) llamada de Blanca-Abarán, dando lugar en su entorno al núcleo de población de Estación de Blanca.

#### Autobús
Prestan servicio las siguientes líneas interurbanas:
| Línea     | Recorrido                | Recorrido                | Recorrido                | Operador |
| --------- | ------------------------ | ------------------------ | ------------------------ | -------- |
| MUR-084   | Murcia - Jumilla - Yecla | Murcia - Jumilla - Yecla | Murcia - Jumilla - Yecla | Interbus |
| MUR-092-1 | Murcia - Valle de Ricote | Murcia - Valle de Ricote | Murcia - Valle de Ricote | Interbus |

## Fiestas
- Semana Santa: Cuando llega el tiempo de Cuaresma todas las cofradías y hermandades pasionarias ultiman los preparativos para los actos y desfiles llenos de fervor y sentimiento. En Blanca actualmente hay ocho cofradías, de las cuales las más antiguas son la Real y Muy Ilustre Cofradía de Nuestro Padre Jesús Nazareno, la Hermandad de San Juan Evangelista, la Real Congregación de los Sagrados Corazones de Jesús y María y la Cofradía de Servitas de Nuestra Señora de la Virgen de los Dolores. Y otras de posterior fundación como la Cofradía de La Verónica, la Hermandad de San Pedro, la Hermandad de Santa María Magdalena y la Hermandad más joven, la Hermandad de la Oración en el Huerto, que por primera vez sacan la imagen de la Virgen de las Angustias a la procesión de Viernes Santo del año 1986, y fue tres años después cuando se fundó la hermandad. Es destacable la tradicional “Puja de Imágenes” en la que se demuestra el sentimiento de los blanqueños al pagar por llevar sobre sus hombros el peso de la imagen elegida.

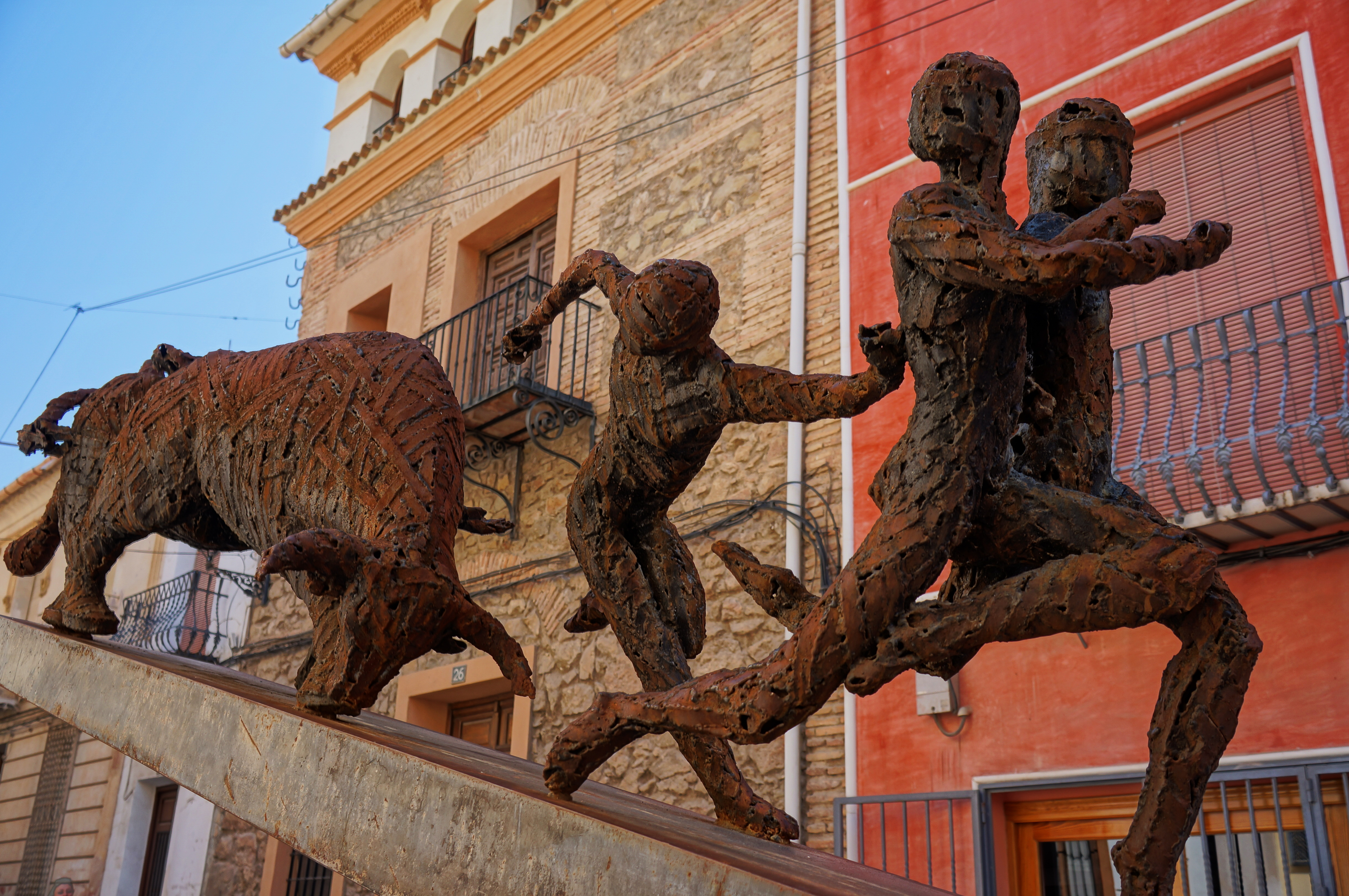
Monumento a los encierros de Blanca.

- Feria de agosto: En agosto Blanca celebra sus fiestas estivales y otra vez en honor del patrón San Roque. Aquí cambia la decoración, la mona por los toros, el Encierro declarado de Interés Turístico Regional y sin duda el día más importante para todos los blanqueños. El encierro es una tradición que lleva celebrándose desde hace más de trescientos años y es un acontecimiento único en la Región de Murcía. Durante la mañana, el ambiente que se vive a lo largo de todo el recorrido del encierro es de una alegría desmesurada, en la que los bailes y pasacalles de las charangas, animan a todos los que se unen a la fiesta, donde todo el mundo es bien recibido. Se celebra siempre antes del quince de agosto.
- Fiestas de invierno: Blanca en Navidad, donde se puede disfrutar de diversos belenes monumentales. Entre ellos, se puede destacar el belén monumental situado en la sala de exposiciones de Cajamurcia, el belén de la Hermandad de Nuestro Padre Jesús Nazareno o el belén monumental de la estación de Blanca, entre otros de carácter particular.
- Fiestas de primavera: Blanca en primavera, tras la Semana Santa inicia una semana de fiestas dedicada al patrón del municipio San Roque, en el cual los actos más característicos de estas fiestas son la Coronación de la Reina, celebrado la tarde del Domingo de Resurrección y la Romería, la cual tiene lugar el viernes siguiente a Viernes Santo. En dicha romería, se traslada al patrón san Roque a su ermita, situada junto a la N-301, y se disfruta con la familia y amigos del día en el campo. Por la tarde, tiene lugar la procesión con la llegada de San Roque de nuevo al pueblo.
- Fiestas patronales de San Pedro: barrio Alto Palomo. (finales de junio)
- Fiestas del Pilar en la barriada Estación de Blanca. (12 de octubre)

## Seguridad ciudadana
- Casa-Cuartel de la Guardia Civil. 5.ª zona: comunidad autónoma de la Región de Murcia. Puesto de Blanca.
- Servicio de Protección de la Naturaleza de la Guardia Civil de Blanca (SEPRONA)
- Policía local
- Protección civil

## Hermanamiento
- Anguillara Sabazia, Italia